# Armide (Lully)

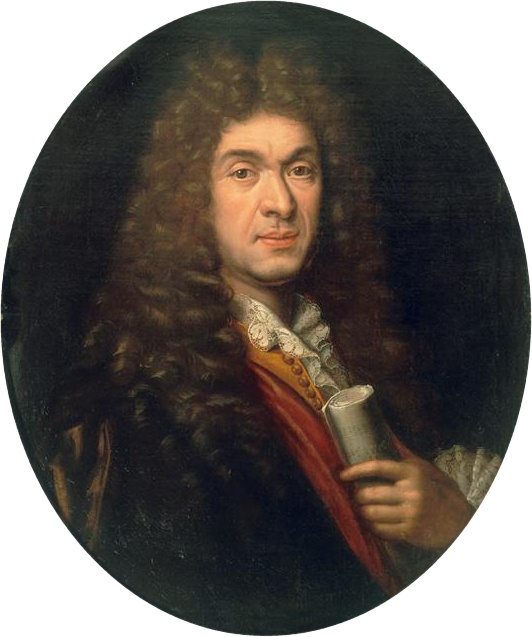
Jean-Baptiste Lully

Armide är en opera (Tragédie en musique) i en prolog och fem akter med musik av Jean-Baptiste Lully och text av Philippe Quinault efter Torquato Tassos epos Det befriade Jerusalem (1581).

## Historia
Armide, det sista av Lullys tragiska operor (tragédies lyriques), anses vara hans största dramatiska verk. Quinaults libretto bygger på episoder från Tassos Gerusalemme liberata, ett verk som var populärt att tonsätta av dåtidens kompositörer. Operan har mycket gemensamt med Atys; båda innehåller fantastiska sömnscener (i vilka hjälten försätts i djup sömn för att kunna luras), och båda har en kvinnlig huvudroll med övernaturliga krafter som förskjuts av föremålet för sin kärlek och straffas för detta. Rollen som Armide (Armida) skrevs för Marie Le Rochois som var en av Lullys favoritsångerskor.
Operan hade premiär den 15 januari 1686 i Théâtre du Palais-Royal i Paris.

## Personer
- La Gloire (Äran) (sopran)
- La Sagesse (Visheten) (sopran)

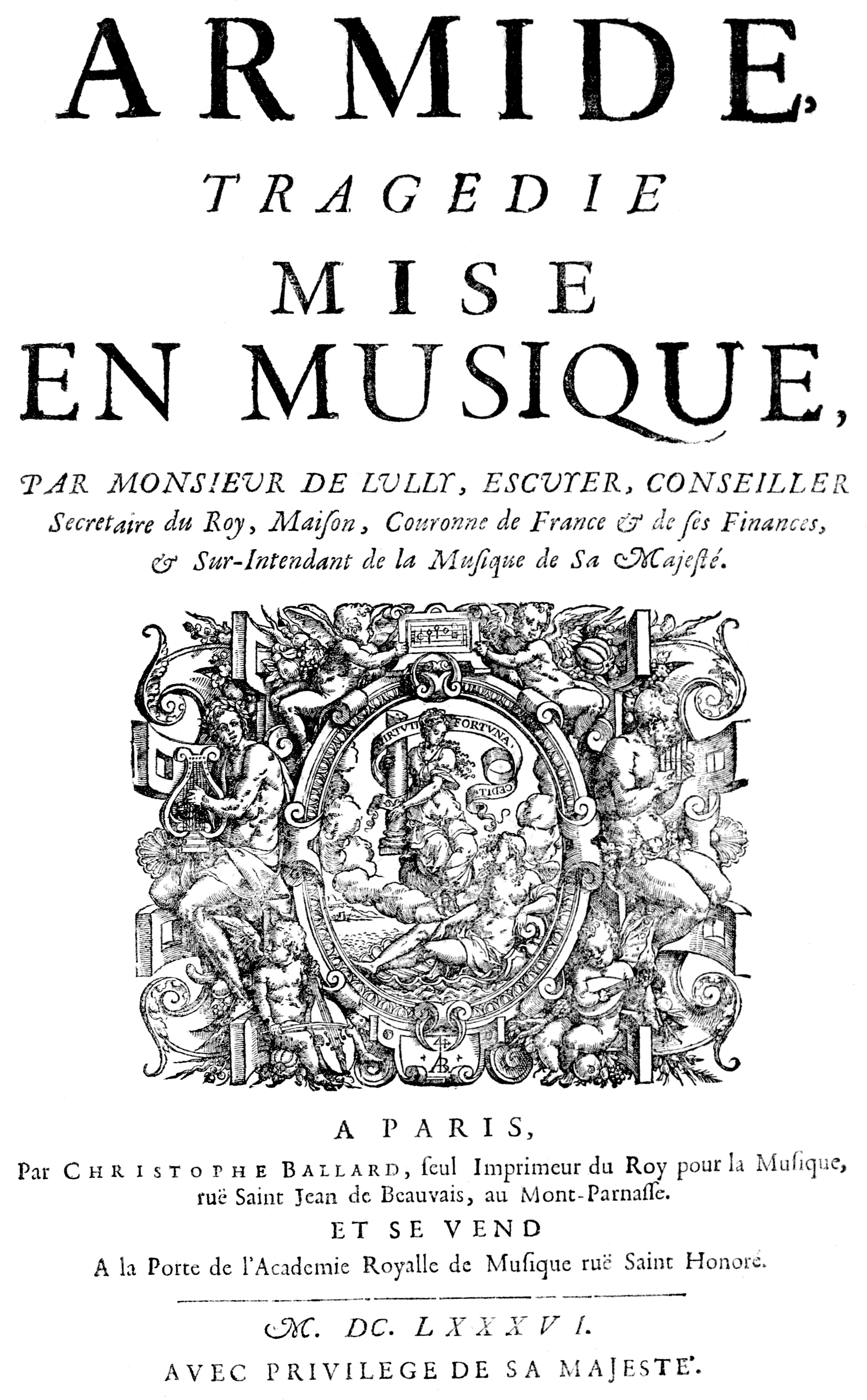
Första utgåvan av Armide 1686.

- Armide, trollkvinna, Hidraots syskonbarn (sopran)
- Renaud (Rinaldo), en riddare (haute-contre)
- Phénice, Armides förtrogna (sopran)
- Sidonie, Armides förtrogna (sopran)
- Hidraot, trollkarl, kung av Damaskus (basbaryton)
- Aronte, vakt av Armides tillfångatagna riddare (basbaryton)
- Artémidor, en riddare (baryton/tenor)
- La Haine (Hatet) (baryton/tenor)
- Ubalde, en riddare (basbaryton)
- Den danske riddaren, Ubaldes vän (haute-contre)
- En demon i form av en vattennymf (sopran)
- En demon i form av Lucinde, den danske riddarens älskade (sopran)
- En demon i form av Melisse, Ubaldes älskade (sopran)

## Handling
Prolog
Visheten och Äran diskuterar sin rivalitet. I krigstid är Äran högst men i fredstid regerar Visheten.
Akt I
På ett torg i Damaskus prisas trollkvinnan Armide för att ha överlistat och tillfångatagit ett gäng korsfarare. Dock har korsfararen Renaud lyckats undkomma. Hennes farbror, kung Hidraot, ber henne att försaka kriget för kärlekens skull men hon svär att hon endast kommer att gifta sig med Renauds baneman. Nyheter kommer att Renaud har frigivit de tillfångatagna korsfararna. 
Akt II
I närheten har Renaud blivit förtrollad av demoner ditsända av Armide och Hidraot. Armide är fast besluten att döda Renaud men när hon ser honom fylls hon av kärlek. Demonerna för bort dem till en öken.
Akt III
Armide förstår att Renauds kärlek bygger på magi. Hon tillkallar Hatet för att utplåna hennes kärlek men avstår i sista ögonblicket.
Akt IV
Två riddare sänds ut för att finna Renaud. De förses med magiska vapen som klarar av demonerna och kan motstå alla förföriska andar.
Akt V
I Armides förtrollade slott sjunger Armide och Renaud om sin kärlek. Hon lämnar honom men de två riddarna anländer och friger honom från hennes trollkraft. Armide återvänder och ber förgäves Renaud att stanna kvar. Ensam kvar rasar Armide med stigande desperation innan hon tillkallar andarna att förstöra slottet.